# Arbing
Arbing là một đô thị ở huyện Perg thuộc bang Oberösterreich, Áo. Đô thị Arbing có diện tích 12 km², dân số thời điểm năm 2006 là 1360 người.